# Kulmer Recht
Kulmer Recht bezeichnet in übergreifender Weise das mittelalterliche Recht der durch den Deutschritterorden bestimmten Region Preußens. Es gründet sich auf zwei Rechtsdokumente:
- die Kulmer Handfeste (1233, erneuert 1251),
- das Rechtsbuch Alter Kulm (um 1394)

Die Kulmer Handfeste war vom Deutschen Orden zuerst für seine Städte Kulm und Thorn ausgestellt worden, doch bildete sie das Muster der meisten Stadtrechtsverleihungsurkunden im preußischen Ordensstaat, so dass ihr der Charakter eines Grundgesetzes zukommt. Das Dokument wurde am 28. Dezember 1233 vom 4. Hochmeister des Deutschen Ordens, Hermann von Salza, erlassen. Die Originalurkunde ging wahrscheinlich bereits 1244 beim Überfall des ostpommerschen Herzogs Swantopolk II. auf die Stadt Kulm verloren. Eine Neuausfertigung der Handfeste mit leichten Veränderungen zu Gunsten des Deutschen Ordens wurde 1251 erstellt.
Das Kulmer Recht war u. a. aus dem Magdeburger Recht sowie vorherigem Sächsischen Recht (Sachsenspiegel) entwickelt worden. In Danzig ersetzte der Orden das zuvor vom polnischen König gewährte Magdeburger Recht durch Kulmer Recht. Das Kulmer Recht wurde in ganz Preußen benutzt und in einzelnen Städten noch durch deren Willküren und Rechte ergänzt. In Pomerellen wurde 1343 das Kulmer Recht ebenfalls eingeführt. Die Herzöge des unabhängigen Masowiens (erst seit 1525 bei Polen) gründeten Städte nach Kulmer Recht, so Czersk (Weichsel).
Der Alte Kulm wurde nicht vom Deutschen Orden geschaffen, wurde aber bis 1400 in allen größeren Städten des preußischen Ordensstaates rezipiert und war seitdem im Gebrauch. Es ist ein seit den 1380er Jahren nach schlesischen Quellen (Systematisches Breslauer Schöffenrecht) entwickeltes Rechtsbuch. Die Vulgatfassung lag spätestens 1394 vor (Entstehungsjahr der ältesten bekannten Handschrift). Die ursprünglichen acht Bücher wurden neu gruppiert und auf fünf verteilt; im fünften Buch sind zusätzlich Stücke aus dem Schwabenspiegel eingearbeitet.
Im 16. Jahrhundert erfolgte eine Revidierung und Glossierung des Alten Kulm, der nunmehr Landesgesetz wurde.
Weitere Überarbeitungen erfolgten im 17. und 18. Jahrhundert. Die neue Fassung Das Vollständige Culmische Recht wurde unter Mitarbeit von M.C. Hanow 1767 bei Joh. Fr. Bartels in Danzig gedruckt und verlegt.

## Nach Kulmer Recht gegründete Städte
Die Namen bis 1945, heutigen Namen (in Klammern) und Gründungsjahr
Im preußischen Ordensstaat:
- Kulm – (Chełmno) – 1233
- Marienwerder – (Kwidzyn) – 1233
- Thorn – (Toruń) – 1233
- Rehden – (Radzyń Chełmiński) – 1234
- Königsberg – (Kaliningrad) – 1286
- Graudenz – (Grudziądz) – 1291
- Holland – (Pasłęk) – 1297
- Deutsch Eylau – (Iława) – 1305
- Wormditt – (Orneta) – 1312
- Zinten – (Kornewo) – 1313
- Osterode – (Ostróda) – 1329
- Wehlau – (Snamensk) – 1336
- Lauenburg i. Pom. – (Lębork) – 1341
- Danzig – (Gdańsk) – 1343 Stadtrechtsänderung; vorher 1224 Lübisches Recht durch den ostpommerschen Herzog, 1295 Magdeburger Recht durch den polnischen König
- Soldau – (Działdowo) – 1344
- Bütow – (Bytów) – 1346 (1466 als polnisches Lehen an Pommern gekommen)
- Allenstein – (Olsztyn) – 1348
- Tolkemit – (Tolkmicko) – 1351
- Wartenburg – (Barczewo) – 1364
- Baldenburg – (Biały Bór) – 1382 (1466 als polnisches Lehen an Pommern gekommen)
- Passenheim – (Pasym) – 1386
- Sensburg – (Mrągowo) – 1404
- Nordenburg – (Krylowo) – 1405
- Stuhm – (Sztum) – 1416
- Marggrabowa ab 1928 Treuburg – (Olecko) – 1560

Im eigenständigen Herzogtum Masowien (erst 1526 von Polen annektiert):
- Płock – 1237
- Warschau – 1334
- Różan – 1378
- Ciechanów – 1400
- Czersk (Weichsel) – 1386